# Saint-Maurice-l'Exil
Saint-Maurice-l'Exil és un municipi francès situat al departament de la Isèra i a la regió d'Alvèrnia-Roine-Alps. L'any 2007 tenia 5.523 habitants.

## Demografia

### Població
El 2007 la població de fet de Saint-Maurice-l'Exil era de 5.523 persones. Hi havia 2.004 famílies de les quals 416 eren unipersonals (180 homes vivint sols i 236 dones vivint soles), 584 parelles sense fills, 784 parelles amb fills i 220 famílies monoparentals amb fills.
La població ha evolucionat segons el següent gràfic:
Habitants censats

### Habitatges
El 2007 hi havia 2.174 habitatges, 2.057 eren l'habitatge principal de la família, 17 eren segones residències i 100 estaven desocupats. 1.752 eren cases i 413 eren apartaments. Dels 2.057 habitatges principals, 1.267 estaven ocupats pels seus propietaris, 761 estaven llogats i ocupats pels llogaters i 29 estaven cedits a títol gratuït; 20 tenien una cambra, 47 en tenien dues, 298 en tenien tres, 738 en tenien quatre i 954 en tenien cinc o més. 1.582 habitatges disposaven pel capbaix d'una plaça de pàrquing. A 841 habitatges hi havia un automòbil i a 1.056 n'hi havia dos o més.

### Piràmide de població
La piràmide de població per edats i sexe el 2009 era:
| Homes | Edats   | Dones |
| ----- | ------- | ----- |
| 0     | 95 o +  | 4     |
| 0     | 90 a 94 | 8     |
| 16    | 85 a 89 | 32    |
| 16    | 80 a 84 | 20    |
| 60    | 75 a 79 | 92    |
| 100   | 70 a 74 | 84    |
| 80    | 65 a 69 | 84    |
| 132   | 60 a 64 | 136   |
| 80    | 55 a 59 | 100   |
| 164   | 50 a 54 | 148   |
| 192   | 45 a 49 | 192   |
| 224   | 40 a 44 | 244   |
| 276   | 35 a 39 | 224   |
| 216   | 30 a 34 | 204   |
| 152   | 25 a 29 | 168   |
| 196   | 20 a 24 | 128   |
| 308   | 15 a 19 | 208   |
| 284   | 10 a 14 | 264   |
| 236   | 5 a 9   | 184   |
| 172   | 0 a 4   | 120   |

## Economia
El 2007 la població en edat de treballar era de 3.633 persones, 2.549 eren actives i 1.084 eren inactives. De les 2.549 persones actives 2.244 estaven ocupades (1.290 homes i 954 dones) i 305 estaven aturades (121 homes i 184 dones). De les 1.084 persones inactives 235 estaven jubilades, 370 estaven estudiant i 479 estaven classificades com a «altres inactius».

### Ingressos
El 2009 a Saint-Maurice-l'Exil hi havia 2.133 unitats fiscals que integraven 5.806 persones, la mediana anual d'ingressos fiscals per persona era de 17.218 €.

### Activitats econòmiques
Dels 247 establiments que hi havia el 2007, 15 eren d'empreses extractives, 4 d'empreses alimentàries, 1 d'una empresa de fabricació de material elèctric, 1 d'una empresa de fabricació d'elements pel transport, 16 d'empreses de fabricació d'altres productes industrials, 69 d'empreses de construcció, 51 d'empreses de comerç i reparació d'automòbils, 12 d'empreses de transport, 8 d'empreses d'hostatgeria i restauració, 2 d'empreses d'informació i comunicació, 4 d'empreses financeres, 8 d'empreses immobiliàries, 19 d'empreses de serveis, 23 d'entitats de l'administració pública i 14 d'empreses classificades com a «altres activitats de serveis».
Dels 82 establiments de servei als particulars que hi havia el 2009, 1 era una oficina de correu, 1 una oficina bancària, 11 tallers de reparació d'automòbils i de material agrícola, 1 taller d'inspecció tècnica de vehicles, 2 autoescoles, 18 paletes, 13 guixaires pintors, 7 fusteries, 4 lampisteries, 9 electricistes, 2 empreses de construcció, 4 perruqueries, 1 agència de treball temporal, 3 restaurants, 1 agència immobiliària, 1 tintoreria i 3 salons de bellesa.
Dels 12 establiments comercials que hi havia el 2009, 1 era un supermercat, 2 botiges de menys de 120 m², 3 fleques, 2 carnisseries, 1 una llibreria, 1 una botiga de mobles, 1 una botiga de material esportiu i 1 una floristeria.
L'any 2000 a Saint-Maurice-l'Exil hi havia 18 explotacions agrícoles que ocupaven un total de 560 hectàrees.

## Equipaments sanitaris i escolars
El 2009 hi havia 2 farmàcies i 1 ambulància.
El 2009 hi havia 3 escoles maternals i 3 escoles elementals. Saint-Maurice-l'Exil disposava d'un col·legi d'educació secundària amb 845 alumnes.

## Poblacions més properes
El següent diagrama mostra les poblacions més properes.